# Anthracnose de la luzerne
L'anthracnose de la luzerne est une maladie cryptogamique due à des champignons ascomycètes microscopiques du genre Colletotrichum, en particulier Colletotrichum trifolii, Colletotrichum destructivum et  Colletotrichum gloeosporioides, qui s'attaquent notamment à la luzerne.
À la base des tiges des plantes atteintes se forment des lésions beiges, d'un ou plusieurs centimètres, losangiques ou fusiformes, bordées de brun. Au centre de ces lésions, la teinte est gris clair et ponctuée de brun foncé. En cas d'attaque grave, une coupe précoce limite le développement du champignon. Certaines variétés présentent un meilleur comportement vis-à-vis de l'anthracnose.